# 2024年フランスグランプリ (フィギュアスケート)
2024年フランスグランプリ（フランス語:  Grand Prix de France 2024）は2024年にフランスで開催されるフィギュアスケートの国際競技会。国際スケート連盟による2024/2025 ISUグランプリシリーズの第3戦である。

## 概要
2024年フランスグランプリは、2024-2025シーズンのグランプリシリーズフランス大会。2024年11月1日から3日にかけて、シニアクラスの男女シングル、ペア、アイスダンス競技がアンジェのアンジェアイスパルクで行われる。

## 選手招待
今大会開催国の統括団体であるフランスアイススポーツ連盟に対しては、各種目定員のうち最大3人(組)の出場枠が用意された。

### エントリー
| 男子シングル               | 女子シングル                            | ペア                                                                        | アイスダンス                                        |
| -------------------------- | --------------------------------------- | --------------------------------------------------------------------------- | --------------------------------------------------- |
| 金博洋                     | サラ・エバーハード ルナ・ヘンドリックス | リア・ペレイラ / トレント・ミショー                                         | マリー＝ジャード・ローリオ / ロマン・ルギャック     |
| アレキサンドル・セレフコ   | ニーナ・ピンザローネ                    | アリサ・エフィモワ / Misha MITROFANOV 彭程 / 王磊                           | Katerina MRAZKOVA / Daniel MRAZEK                   |
| リュック・エコノミド       | ロリーヌ・シルド                        | カミーユ・コヴァレフ / パヴェル・コヴァレフ                                 | マリー・デュパヤージュ / トーマス・ナバイス         |
| François PITOT             | リー・セルナ                            | エカテリーナ・ゲイニシュ / Dmitrii CHIGIREV Oceane PIEGAD / Denys STREKALIN | エフゲニア・ロパレバ / ジェフリー・ブリソー         |
| アダム・シャオ・イム・ファ | クレメンス・マインドゥ Maia MAZZARA     | Aurelie FAULA / Theo BELLE                                                  | Natacha LAGOUGE / Arnaud CAFFA                      |
| ニコライ・メモラ           | アナスタシヤ・グバノワ                  | ミネルヴァ・ファビアン・ハーゼ / ニキータ・ボロディン                       | シャルレーヌ・ギニャール / マルコ・ファッブリ       |
| 島田高志郎                 | 樋口新葉                                | サラ・コンティ / ニッコロ・マチー                                           | アリソン・リード / サウリウス・アンブルレヴィチウス |
| 友野一希                   | 三原舞依                                | レベッカ・ギラルディ / フィリッポ・アンブロジーニ                           | Emily BRATTI / Ian SOMERVILLE                       |
| ミハイル・シャイドロフ     | 住吉りをん                              | ―                                                                           | Leah NESET / Artem MARKELOV                         |
| ルーカス・ブリッチギー     | キム・チェヨン                          | ―                                                                           | Eva PATE / ローガン・バイ                           |
| カムデン・プルキネン       | Livia KAISER                            | ―                                                                           | ―                                                   |
| アンドリュー・トルガシェフ | アンバー・グレン                        | ―                                                                           | ―                                                   |

### 出場選手変更
| カテゴリー   | 欠場/棄権                       | 追加招集                                          | Notes |
| ------------ | ------------------------------- | ------------------------------------------------- | ----- |
| ペア         |                                 | Aurelie FAULA / Theo BELLE                        |       |
| ペア         | 彭程 / 王磊                     | アリサ・エフィモワ / Misha MITROFANOV             |       |
| ペア         | Oceane PIEGAD / Denys STREKALIN | エカテリーナ・ゲイニシュ / ドミトリー・チギリョフ |       |
| 女子シングル | TBD                             | Maia MAZZARA                                      |       |
| アイスダンス | TBD                             | Natacha LAGOUGE / Arnaud CAFFA                    |       |
| 女子シングル | ルナ・ヘンドリックス            | サラ・エバーハード                                |       |
| 女子シングル | Maia MAZZARA                    | クレメンス・マインドゥ                            |       |

## 競技結果

### 男子シングル
- ショートプログラム - 11月1日
- フリースケーティング - 11月2日

### 女子シングル
- ショートプログラム - 11月1日
- フリースケーティング - 11月2日

### ペア
- ショートプログラム - 11月1日
- フリースケーティング - 11月2日

### アイスダンス
- リズムダンス - 11月1日
- フリーダンス - 11月2日

## 賞金
各競技の上位成績者には、2024/2025 ISUグランプリシリーズの他大会と同様に以下の賞金が与えられる。
| 順位 | 賞金         |
| ---- | ------------ |
| 1位  | 18,000米ドル |
| 2位  | 13,000米ドル |
| 3位  | 9,000米ドル  |
| 4位  | 3,000米ドル  |
| 5位  | 2,000米ドル  |

競技後のエキシビション出演を断った場合は賞金から3,000米ドルを差し引かれるとされた。競技賞金がなかった選手のエキシビション出演には、シングルで200米ドル、ペア・アイスダンスで一組に付き300米ドル支払われるとされた。